# オシリス・ジョンソン
オシリス・マーセル・ジョンソン（Osiris Marcel Johnson, 2000年10月18日 - ）は、アメリカ合衆国カリフォルニア州アラメダ郡アラメダ出身のプロ野球選手（遊撃手）。右投右打。MLBのマイアミ・マーリンズ傘下所属。
ともに元メジャーリーガーのトニー・タラスコとジミー・ロリンズは従兄にあたる。

## 経歴
2018年のMLBドラフト2巡目（全体53位）でマイアミ・マーリンズから指名され、プロ入り。契約後、傘下のルーキー級ガルフ・コーストリーグ・マーリンズでプロデビュー。A級グリーンズボロ・グラスホッパーズでもプレーし、2球団合計で48試合に出場して打率.250、3本塁打、19打点、7盗塁を記録した。
2019年は脛骨骨折により手術を受けたため、シーズンはほぼ全休の見込みである。

## プレースタイル
バットスピードが速く、将来的には20本塁打は可能と見られている。身体能力はスピード面にも反映され、通年で20盗塁を優に超えることができると言われている。
守備面では現在遊撃手であるものの、将来は三塁手もしくは中堅手への転向が予想されている。